# Їлдиз Моран
Їлдиз Моран (тур. Yıldız Moran, 24 липня 1932, Стамбул — 15 квітня 1995, Стамбул) — турецька фотографка і перекладачка. Перша туркеня-фотографка, яка здобула професійну освіту у сфері фотографії.

## Життєпис
Народилася 24 липня 1932 року в Стамбулі молодшою з трьох дітей. Навчалася в Роберт-коледжі, але 1950 року перервала навчання, щоб за порадою свого дядька Мазхара Іпшироглу вирушити до Великої Британії здобувати освіту в галузі фотографії. Там навчалася в технічних коледжах Блумсбері й Ілінга. Потім працювала асистенткою Джона Вікерса.
1953 року в Кембриджі пройшла перша виставка робіт Моран. Наступного року в Лондоні пройшли ще п'ять виставок. Роботи Моран стали популярними, на першій виставці продано 25 її робіт. 1954 року повернулася до Туреччини. У 1955-62 роках пройшли ще п'ять персональних виставок робіт Моран. 1970 пройшла остання не ретроспективна виставка робіт Моран. Після цього вона займалася лише перекладами і складанням словників.
1963 року одружилася з поетом Оздеміра Асафа, народила трьох дітей. Моран переклала низку творів Асафа англійською.

## Виставки
- Timeless Photographs, AKS, Анталія, Туреччина, 2017
- Find Me, Аксанат, Стамбул, 2017
- Timeless Photographs, FotoIstanbul, Стамбул, 2016
- People Attract People, Стамбульський музей сучасного мистецтва, Стамбул, 2016
- Focus: Turkey, Ландскрунський центр сучасного мистецтва, Ландскруна, Швеція, 2014
- Timeless Photographs, Музей Пера, Стамбул, 2014
- In what language shall I tell you my story, Міський музей, Східам, Королівство Нідерландів, 2012
- Untitled — Solo, 12-те стамбульське бієнале, Стамбул, Туреччина, 2011
- Turkish Realities, Фотографічний форум, Франкфурт, Німеччина, 2008
- In Memory of Yıldız Moran — Vintage Prints, 4th Ankara Photography Days, Анкара, 2004
- Retrospective — Vintage Prints, Adam Arthouse, Стамбул, 1998
- Lands and People of Anatolia, галерея Бейоглу, Стамбул, 1970
- The Life, People and Landscapes of Turkey British Council Center, Единбург, 1962
- Retrospective, Німецько-турецький культурний центр, Стамбул, 1960
- Retrospective, Moderno, Стамбул, 1957
- Landscape: Europe & Turkey, Sanatsevenler Kulübü, Анкара, 1955
- Lands and Peoples of Europe, The Camera Club, Лондон, 1954
- Solo Exhibition, The YWCA Central Club, Лондон, 1954
- Lands and Peoples of Europe, The Camera Club, Лондон, 1953
- Solo Exhibition, Триніті-коледж, Кембридж, 1953